# ميلان بارجاكتاريفيك
ميلان بارجاكتاريفيك (بالسويدية: Milan Barjaktarevic) مواليد 12 يونيو 1987 في ستوكهولم، هو لاعب كرة قدم سويدي. يلعب كحارس مرمى.

## مرحلة الشباب

### أندية لعب لها
- هارت أوف ميدلوثيان

## المسيرة الاحترافية

### أندية لعب لها
- هارت أوف ميدلوثيان
- نادي كالمار

## روابط خارجية
- ميلان بارجاكتاريفيك على موقع اتحاد السويد (السويدية)
- ميلان بارجاكتاريفيك على موقع قاعدة بيانات كرة القدم.إي يو (الإنجليزية)